# Menahem Mendel de Kotzk
Menahem Mendel Morgensztern de Kotzk, dit le Rabbi de Kotsk ou Kotzker Rebbe, est un maître hassidique polonais du XIXe siècle (Goraj, 1787 - Kotsk, 1859).
Attiré par le hassidisme de Yaacov Yitshak Horowitz, il devient le binôme et disciple de rabbi  Yaacov Yitshak Rabinowitz, le « Juif saint de Przysucha » et, à la mort de ce dernier, celui de rabbi Simhah Bounem de Pshiskhe. 
Fondateur de la dynastie hassidique de Kotzk, il est célèbre pour ses citations et ses enseignements hassidiques, originaux et controversés.

## Éléments biographiques

### Jeunes années
Menahem Mendel naît en 1787 à Goraj, près de Lublin. Son père, Yehouda Leiboush Halperin, un rabbin fortement opposé au hassidisme, est aussi son premier maître. Il étudie ensuite à la yeshiva de Zamość, où il impressionne ses professeurs et les étudiants par ses connaissances talmudiques. C’est à cette époque qu’il entend pour la première fois les enseignements hassidiques, dispensés dans la synagogue du Voyant de Lublin. Il s’installe alors à Przysucha, où il devient le disciple de rabbi Yaacov Yitshak Rabinowitz, Hayeoudi Hakadosh miPshishke (le Juif saint de Przysuscha). À la mort de ce dernier en 1813, il devient le disciple de rabbi Simha Bounem de Pshiskhe.

### Rebbe
À la mort de Rabbi Simha Bounem, en 1827, une grande partie de ses disciples choisit de désigner Menahem Mendel comme successeur, tandis que certains, préoccupés par son radicalisme, lui préfèrent Avraham Moshe, le fils de Simha Bounem.
Menahem Mendel  établit dans un premier temps sa cour à Tomaszow mais, harcelé par ses adversaires, il part s'installer en 1829 à Kotzk. Mais en 1830, il doit s'enfuir en Autriche à la suite de son soutien à la révolte polonaise. Il ne pourra revenir à Kotzk qu'après avoir changé son nom de Halperin en Morgenstern.
Il officie en tant que rebbe durant 12 ans, sans jamais être à l'aise dans ce rôle, ne supportant ni les démunis qui viennent à lui pour des bénédictions matérielles ni les riches qui s’attendent à recevoir des honneurs pour leurs dons. Il déclare qu’il préférerait avoir 50 disciples, formant un petit groupe d’élite qui suivrait ses enseignements.

### Retrait de la vie publique et dernières années
Dans le courant de 1839, un conflit éclate avec l’un de ses disciples les plus proches, rabbi Mordekhai Yossef Leiner d’Izbica, conflit qui atteint son paroxysme le jour de la fête de Simhat Torah de la même année. Les détails de l’altercation sont flous mais après cet incident et jusqu'à sa mort, le Rabbi de Kotzk se retire de la vie publique. Certes, il continue de recevoir régulièrement ses disciples les plus proches, mais refuse d’officier comme rebbe. Les hassidim continuent cependant d’affluer vers Kotzk, espérant en vain entendre ses enseignements.
Menahem Mendel meurt le 22 chevat 5619 (22 janvier 1859) à Kotzk où il est inhumé. Son disciple et successeur, rabbi Yitzhak Meir Alter, futur fondateur de la dynastie hassidique de Gour, récite l'oraison funèbre.
Fidèle aux traditions de Pshiskhe, Menahem Mendel dispense un enseignement austère et sans compromis. Il adopte volontairement un point de vue radical, opposé aux demi-mesures, affirmant par exemple qu’il vaut mieux être complètement mauvais que partiellement bon ou encore qu’il vaut mieux ne pas étudier que tirer orgueil de son étude. Les aspects extrêmes de sa doctrine ne seront pas repris par ses disciples.

### La quête de l’emet
Le but de la quête spirituelle du Rabbi de Kotsk est d’atteindre l’emet (hébreu :  אמת « vérité »), compris comme un état de vérité et d’authenticité, sans mensonge, ni complaisance ou dissimulation, tous comportement considérés comme contraires à la vie religieuse. En outre, cette quête de l’emet ne doit pas s’embarrasser du respect des conventions sociales ni même de la piété si celle-ci conduit à rencontrer un obstacle lors de la quête. Menahem Mendel soutient ainsi que la prière par habitude est inutile et que le vrai culte est la recherche incessante de la vérité.
Cette vérité se cherche dans la Torah et le Talmud, Menahem Mendel citant le Gaon de Vilna (par ailleurs le plus grand opposant au hassidisme) comme exemple à suivre en la matière.
La quête de l'« emet » est sans fin. A contrario, une approche approximative de la vérité ne peut satisfaire. Il convient donc de se livrer à une introspection continuelle, de rechercher les bonnes actions commises et d’éliminer les mauvaises.

### Aphorismes
- Où Dieu se trouve-t-il ? Là où on le laisse entrer[6]
- Commentant la sentence « Une personne qui vieillit est comme un singe[7] », le Rabbi de Kotzk explique : « De même que le singe imite l’homme, une personne qui vieillit s’imite elle-même et fait ce qu’elle faisait avant. En d’autres termes, la plupart d’entre nous, arrivés à un certain point de notre vie, nous nous contentons, consciemment ou non, de ce que nous sommes. Nous cessons alors d'aspirer à de plus hauts sommets spirituels et nous vivons le reste de nos jours dans l’imitation de nous-mêmes ! »[8]

### En hébreu
- Sefer Amud haEmet (Le Livre de la colonne de la vérité), édité par Moses Betzalel Alter, Tel Aviv, Peer, 2000.
- Sefer Emet veEmouna (Le livre de la vérité et de la confiance), Otsar haSefarim chel Yechivat Amschinov, Chem Olam, 2004.

### Traductions françaises
- Catherine Chalier, Le Rabbi de Kotzk (1787-1859), un hassidisme tragique, présentation et traduction de l’hébreu d’un choix de textes inédits, Éditions Arfuyen, coll. "Les Carnets spirituels", Paris-Orbey, 2018.